# Фарнабаз III
Фарнабаз III (на старогръцки: Φαρνάβαζος; Pharnabazos III; * между 370 и 365 пр.н.е; † сл. 331 пр.н.е.; fl. 370-320 пр.н.е.) е висш персийски благородник, командир на флот и генерал на царството на Ахеменидите през 4 век пр.н.е.
Той произлиза от благордническата фамилия на Фарнакидите и е най-възрастният син на Артабаз II († 325 пр.н.е.), сатрап на Фригия, и една гъркиня от Родос. Майка му е сестра на родоските военачалници Мемнон и Ментор, които са на персийска служба през 340 – 330 пр.н.е. Сестра му Барсина се омъжва за генерал Ментор Родоски и след неговата смърт през 340 пр.н.е. за брат му Мемнон Родоски.
Заедно с баща си той е в изгнание в македонския двор през 353 – 342 пр.н.е. Когато баща му се сдобрява с цар Артаксеркс III, Фарнабаз се връща също в двора на Персия.
Александър Велики нахлува през 334 пр.н.е. в Мала Азия. Фарнабаз се бие от 334 пр.н.е. заедно с чичо си Мемнон, който е главен командир на персийския флот, в Мала Азия против настъпващия Александър. След смъртта на Мемнон през 333 пр.н.е. главното командване на флотата в Егейско море поемат Фарнабаз III и Автофрадат. Те се бият против настъпващия Александър Велики. Двамата завладяват островите Тенедос и Митилена. Влизат в контакт със Спарта, за обща инфанзива против Македония.
Успехите им траят до лятото на 332 пр.н.е. Македонските адмирали Амфотер и Хегелох получават под тяхна контрола Хелеспонт. Фарнабаз е пленен при остов Хиос, но успява да избяга на остров Кос.
След смъртта на Дарий III през 330 пр.н.е. баща му се подчинява на Александър и поема важна функция; вероятно и Фарнабаз го последва и е в персийската свита на Алексадър. Чрез масовата сватба в Суза 324 пр.н.е. той става зет на македонските офицери Птолемей, женен за сестра му Артакама, и Евмен, женен за сестра му Артонис. Последният става след смъртта на Алекдсандър през 323 пр.н.е. един от водещите диадохи в борбата за властта в царството на Александър.
През пролетта на 320 пр.н.е. Евмен води битка при Хелеспонт с генерал Кратер. В лявото крило на войската на Евмен командир на азиатската конница е Фарнабаз. След това няма сведения за него.